# Кариновский сельсовет
Кариновский сельсовет — сельское поселение в Переволоцком районе Оренбургской области Российской Федерации.
Административный центр — село Кариновка.

## История
Статус и границы сельского поселения установлены Законом Оренбургской области от 2 сентября 2004 года № 1424/211-III-ОЗ «О наделении муниципальных образований Оренбургской области статусом муниципального района, городского округа, городского поселения, установлении и изменении границ муниципальных образований».

## Население
| 2010 | 2012 | 2013 | 2014 | 2015 | 2016 | 2017 |
| ---- | ---- | ---- | ---- | ---- | ---- | ---- |
| 823  | ↗837 | ↘828 | ↘820 | ↘790 | ↗792 | ↘788 |
| 2018 | 2019 | 2020 | 2021 |      |      |      |
| ↘768 | ↘765 | ↘754 | ↘747 |      |      |      |

## Состав сельского поселения
| № | Населённый пункт | Тип населённого пункта       | Население |
| - | ---------------- | ---------------------------- | --------- |
| 1 | Кариновка        | село, административный центр | 641       |
| 2 | Пустошь-Адамовка | хутор                        | ↗94       |
| 3 | Судаковка        | посёлок                      | 88        |